# Liftback

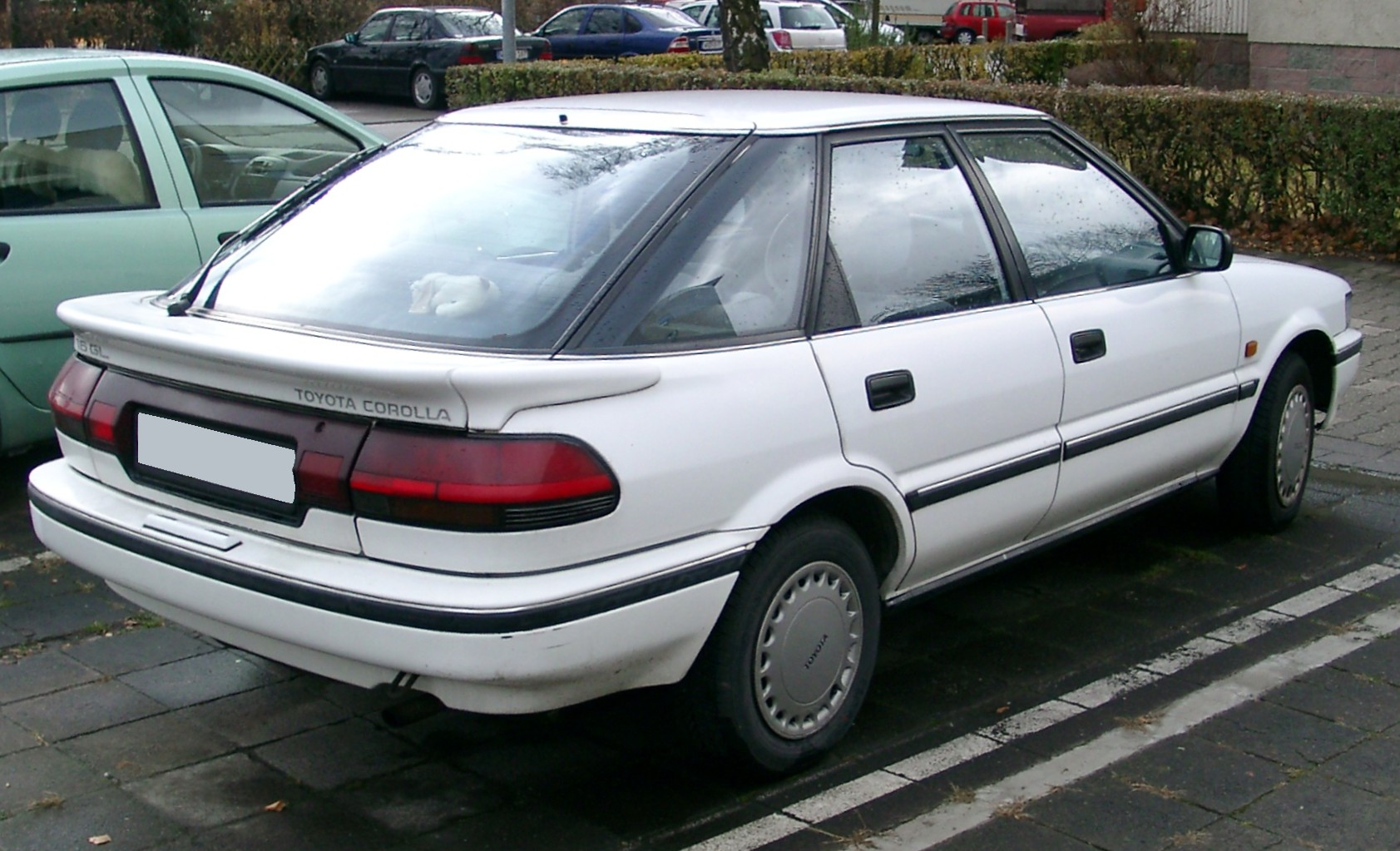
Samochód o nadwoziu typu liftback (Toyota Corolla VI)

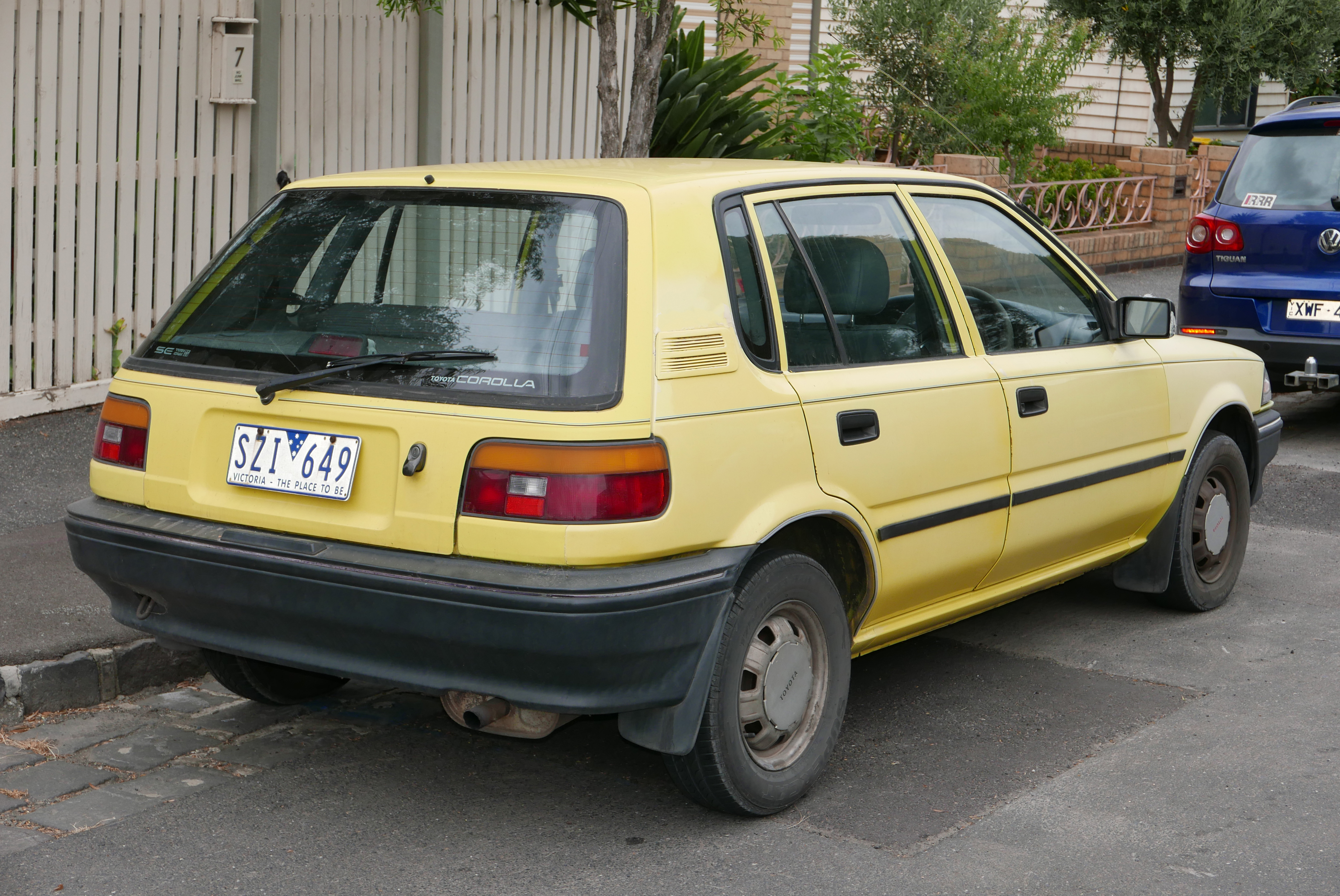
Dla porównania, Toyota Corolla VI hatchback

Liftback – typ nadwozia samochodu osobowego, zbliżonego konstrukcyjnie do samochodu typu sedan, różniącego się nieznacznie – bardziej pochyloną szybą i (czasem niewielkim) nawisem nadwozia za tylnym kołem. W obu przypadkach szyba unosi się jako integralny element pokrywy bagażnika. W wielu krajach pojęcie tożsame z hatchback, aczkolwiek mianem hatchback określa się auta klas niższych, często modele miejskie.
Przykładowymi samochodami typu liftback są np. (często mylone z sedanami): Škoda Octavia czy Seat Toledo I generacji. Od sedana odróżnia je jednak tylna szyba podnoszona wraz z pokrywą bagażnika oraz w niektórych przypadkach tylna wycieraczka (np. Opel Vectra, Opel Insignia, Mazda 6, Toyota Avensis, Honda Civic, Ford Mondeo). Nazwa liftback jako określenie wersji stosowana była m.in. przez Toyotę, która równolegle produkowała samochody tego samego modelu z nadwoziem hatchback (np. Toyota Corolla).
Zdarza się, że niektóre auta produkowane są w opcji sedan i liftback – często bardzo trudno je od siebie odróżnić na pierwszy rzut oka. Przykładem takiego pojazdu jest druga generacja modelu Nissan Primera, Opel Vectra czy Ford Mondeo piątej generacji.
Oryginalnym przykładem liftbacka jest Škoda Superb (II generacji), w której jest możliwość otwarcia klapy samego kufra (jak w sedanie) lub też otworzenia klapy kufra razem z szybą (jak w liftbacku).